# オロモウツ市電
オロモウツ市電（オロモウツしでん、チェコ語: Tramvajová doprava v Olomouci）は、チェコの都市・オロモウツ市内に存在する路面電車。2021年現在は路線バスと共にオロモウツ市の完全子会社であるオロモウツ公共交通会社（Dopravní podnik města Olomouce, a.s.、DPMO）による運営が行われている。

## 歴史
現在のチェコの都市・オロモウツに鉄道が開通したのは1841年10月7日であったが、都市を囲む要塞や周辺の保護区の影響により、ウィーンなど他都市への玄関口となるオロモウツ駅は都市の中心部と離れた場所に建設された。そのため、オロモウツ駅と市街地を結ぶ公共交通機関が必要となり、1845年から乗合馬車の運行が実施される事となった。やがて時代を経る中で、これに代わる新たな交通機関が求められ、1890年代から鉄道の建設計画が進められた。当初はスチームトラムを用いた鉄道路線が検討されたが、実施が困難である事が判明し、発電所建設を含めた路面電車の建設計画へと切り替えられた。そして、運営権を獲得したジーメンス・ウント・ハルスケにより1897年に建設が始まり、1899年4月1日に営業運転を開始した。これは現在のモラヴィア地方における初の電気鉄道である。
開通後、路面電車は多くの利用客を獲得し、開通翌年、1900年の利用客数は1,123,772人を記録した。その後1904年にオロモウツ市がジーメンス・ウント・ハルスケから運営権を買収した一方、1930年代まで断続的に路線網の延伸が続き、輸送力増強のための複線化工事も進行した。最大の利用客数を獲得したのは第二次世界大戦下の1944年で、19,567,700人を記録した。
戦後、チェコスロバキア時代には他都市と同様にバスへの置き換えが検討された時期もあったが実現せず、新規路線の建設こそ行われなかったものの新型車両の導入や複線化工事、路線の整備が継続して行われた。そしてビロード離婚を経てチェコが成立した1990年代以降は欧州連合の支援を得た近代化計画やスイスの財政支援を受けた延伸が進められている。

## 系統
2021年4月現在、オロモウツ市電では以下の6系統が運行している。
| 系統番号 | 起点       | 終点                 | 運行日 (時間帯) | 備考                             |
| -------- | ---------- | -------------------- | --------------- | -------------------------------- |
| 1        | Nová Ulice | Fibichova            | 平日            | 大半の列車は超低床電車で運行     |
| 3        | Trnkova    | Žižkovo náměstí      | 平日・土休日    | 全列車とも超低床電車で運行       |
| 5        | Trnkova    | Žižkovo náměstí      | 平日            | 全列車とも超低床電車で運行       |
| 7        | Neředín    | Fibichova            | 平日・土休日    | 半数以上の列車は超低床電車で運行 |
| U        | Nová Ulice | Neředín, krematorium | 平日・土休日    | 半数以上の列車は超低床電車で運行 |
| X4       | Nová Ulice | Pavlovičky           | 平日・土休日    | 半数以上の列車は超低床電車で運行 |

## 車両

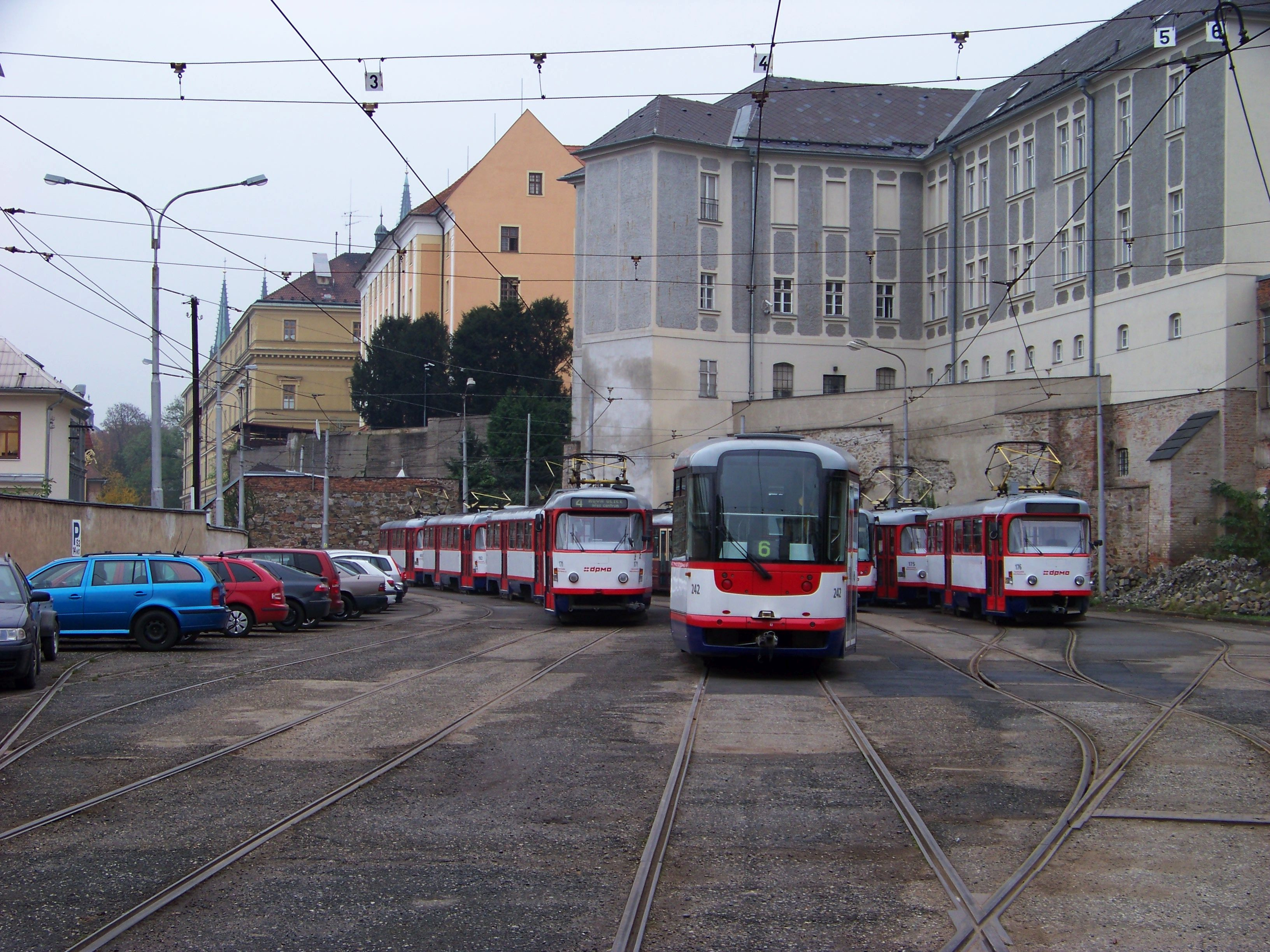
オロモウツ市電の車庫（2014年撮影）

2023年12月31日現在、オロモウツ市電に在籍する営業用車両は以下の通り。多くの車両は車体右側にのみ乗降扉が存在する片方向型車両だが、2010年代以降延伸が進められている区間は終端に折り返し用ループ線が設置されていないため、車体両側に乗降扉を設けた両方向型車両の導入も継続して行われている。
これらに加え、オロモウツ市電では過去に営業運転に使用された2軸車が動態保存用として3両在籍している。
| 形式                | 形式                | 両数 | 備考                                            |
| ------------------- | ------------------- | ---- | ----------------------------------------------- |
| タトラT3            | タトラT3R.P         | 18両 | 機器更新車両                                    |
| シュコダ03T         | シュコダ03T         | 4両  | 部分超低床電車 3車体連接車                      |
| イネコン 01 トリオ  | イネコン 01 トリオ  | 3両  | 部分超低床電車 3車体連接車                      |
| ヴァリオLF          | ヴァリオLF.E        | 3両  | 部分超低床電車                                  |
| ヴァリオLF          | ヴァリオLFR.E       | 7両  | 部分超低床電車 機器流用車                       |
| ヴァリオLF          | ヴァリオLFR.S       | 11両 | 部分超低床電車 機器流用車                       |
| ヴァリオLF プラス/o | ヴァリオLF プラス/o | 14両 | 部分超低床電車 両方向型車両                     |
| EVO1                | EVO1                | 5両  | 超低床電車                                      |
| EVO1/o              | EVO1/o              | 4両  | 超低床電車 両方向型車両 2025年以降9両を増備予定 |

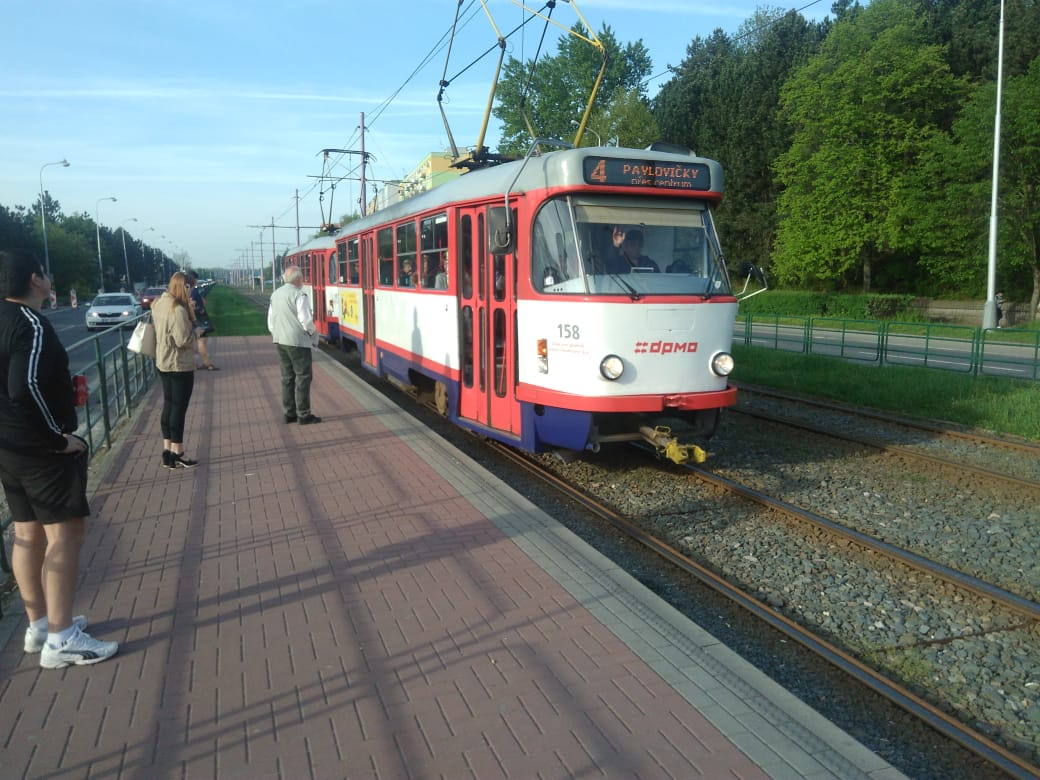
タトラT3R.P（2018年撮影）
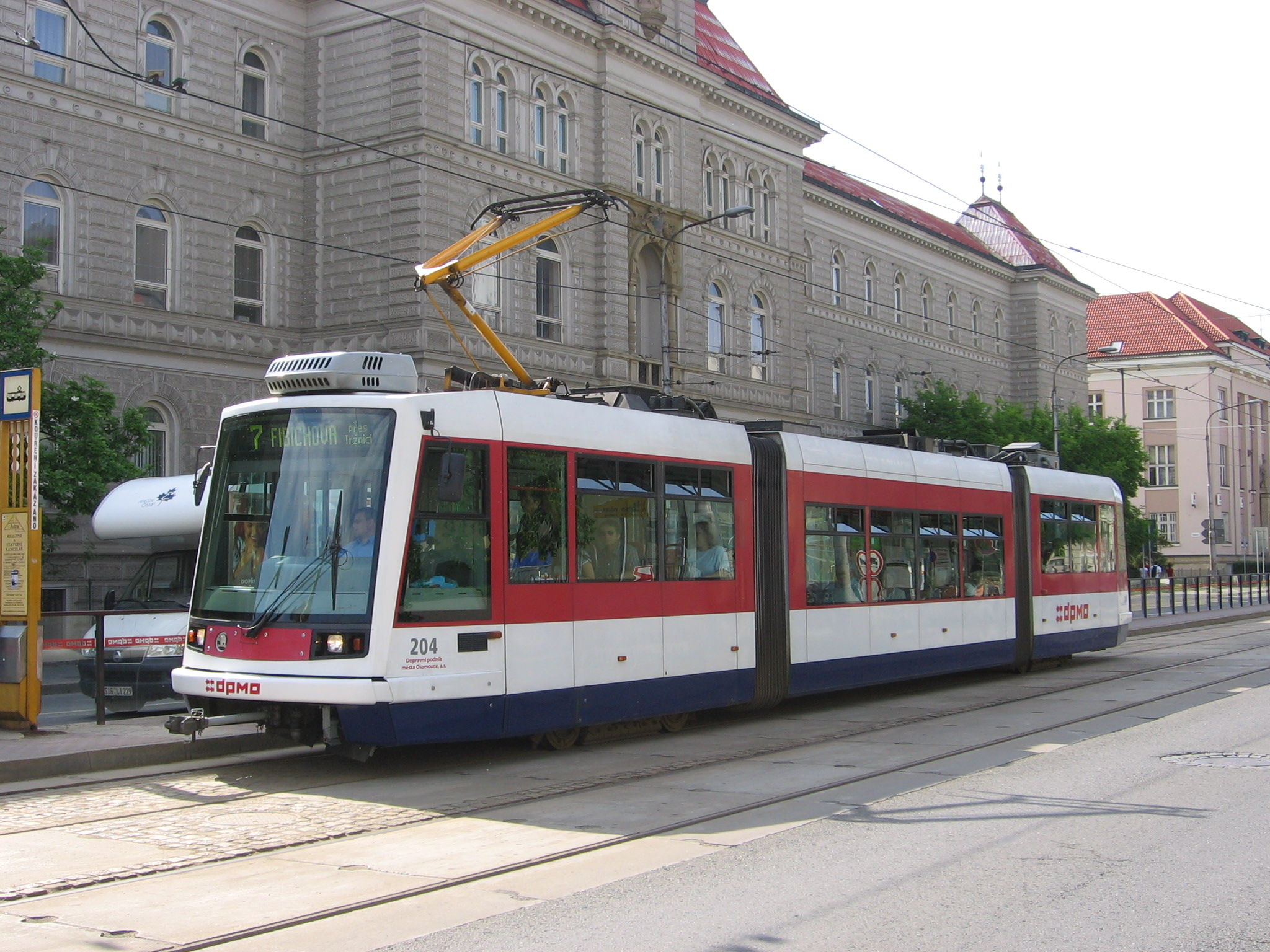
シュコダ03T（2007年撮影）
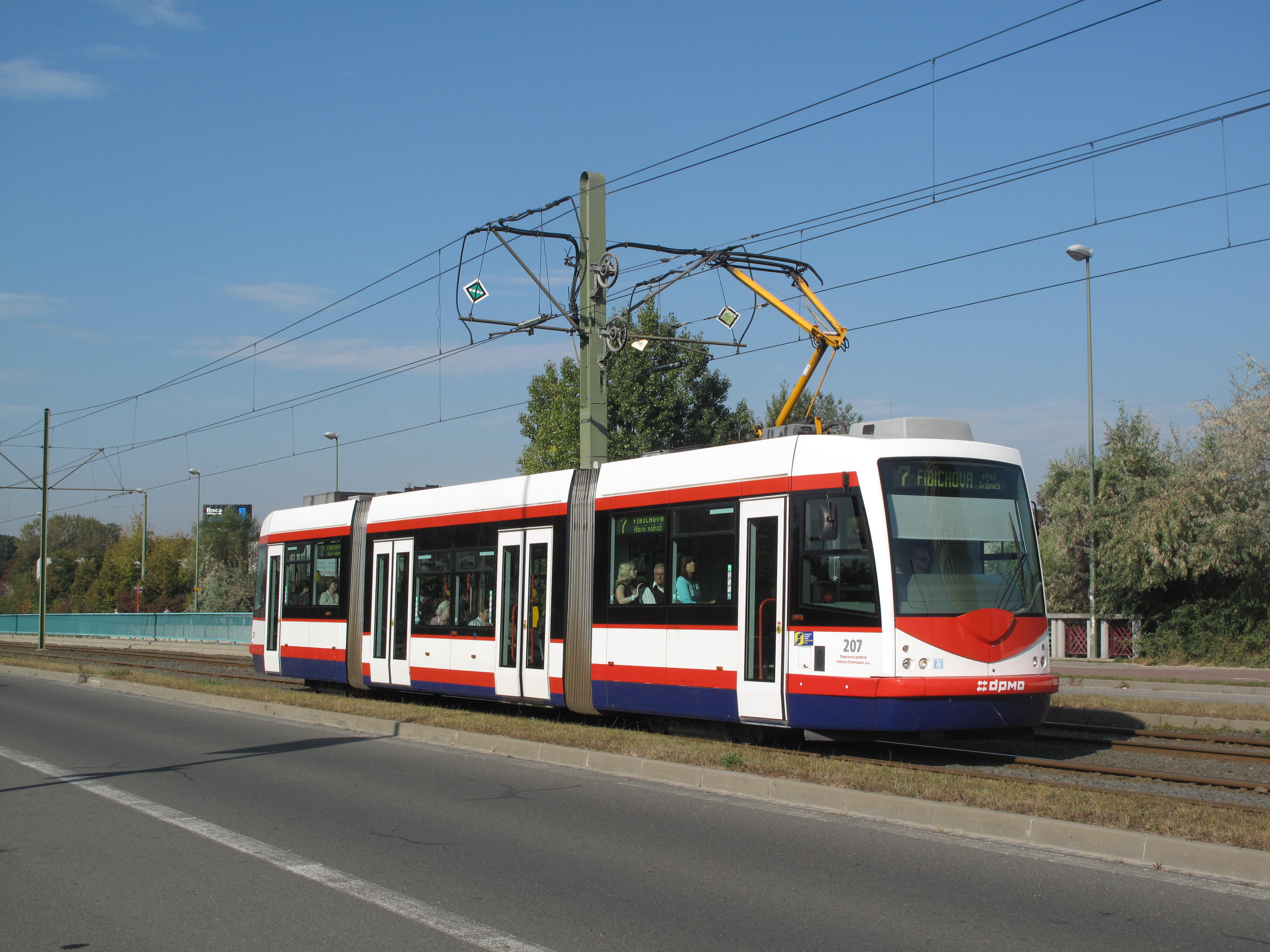
イネコン 01 トリオ（2011年撮影）
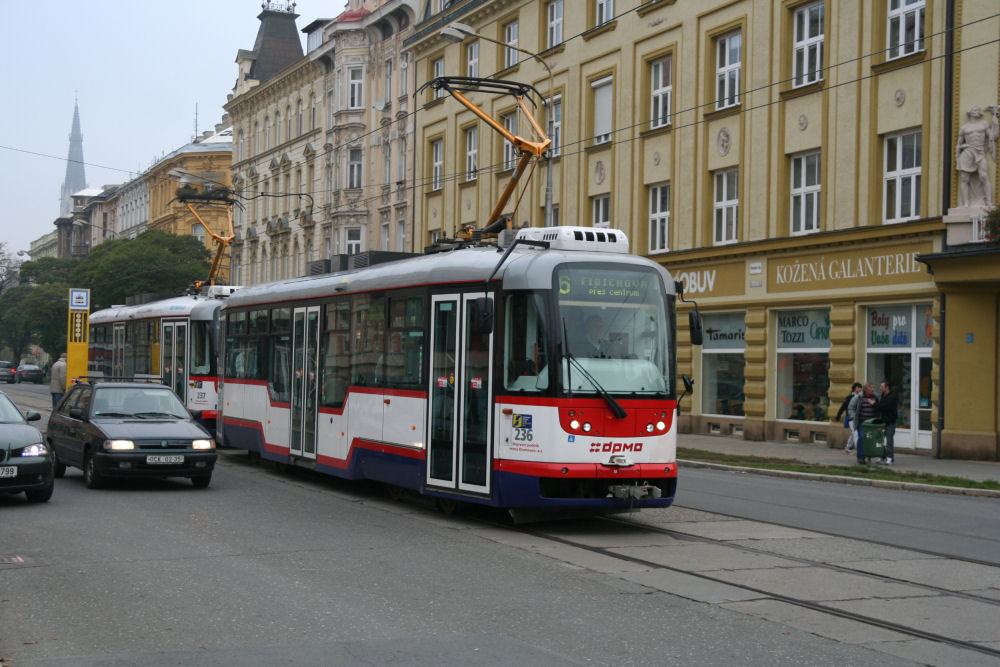
ヴァリオLF（2012年撮影）
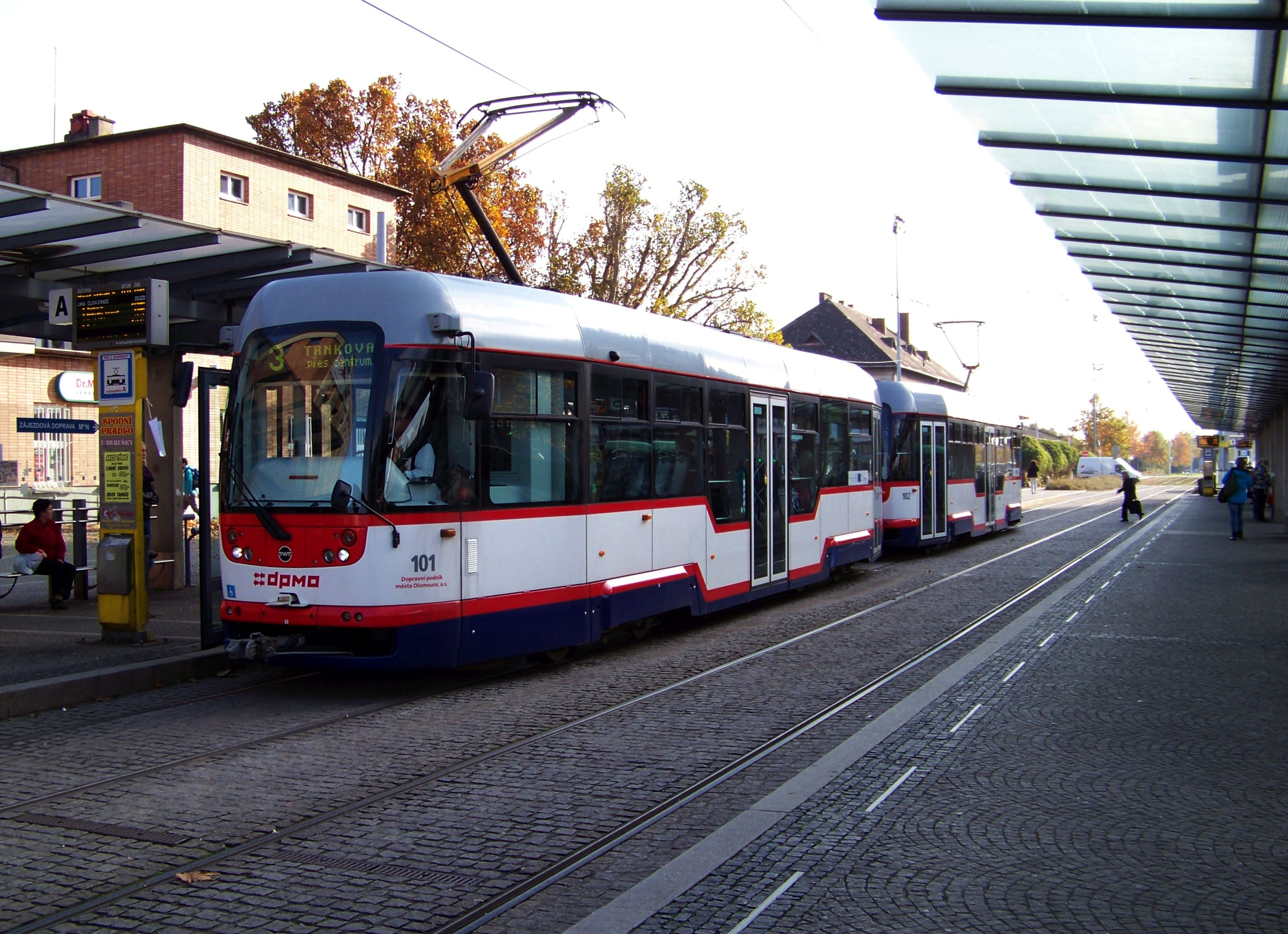
ヴァリオLF プラス/o（2014年撮影）
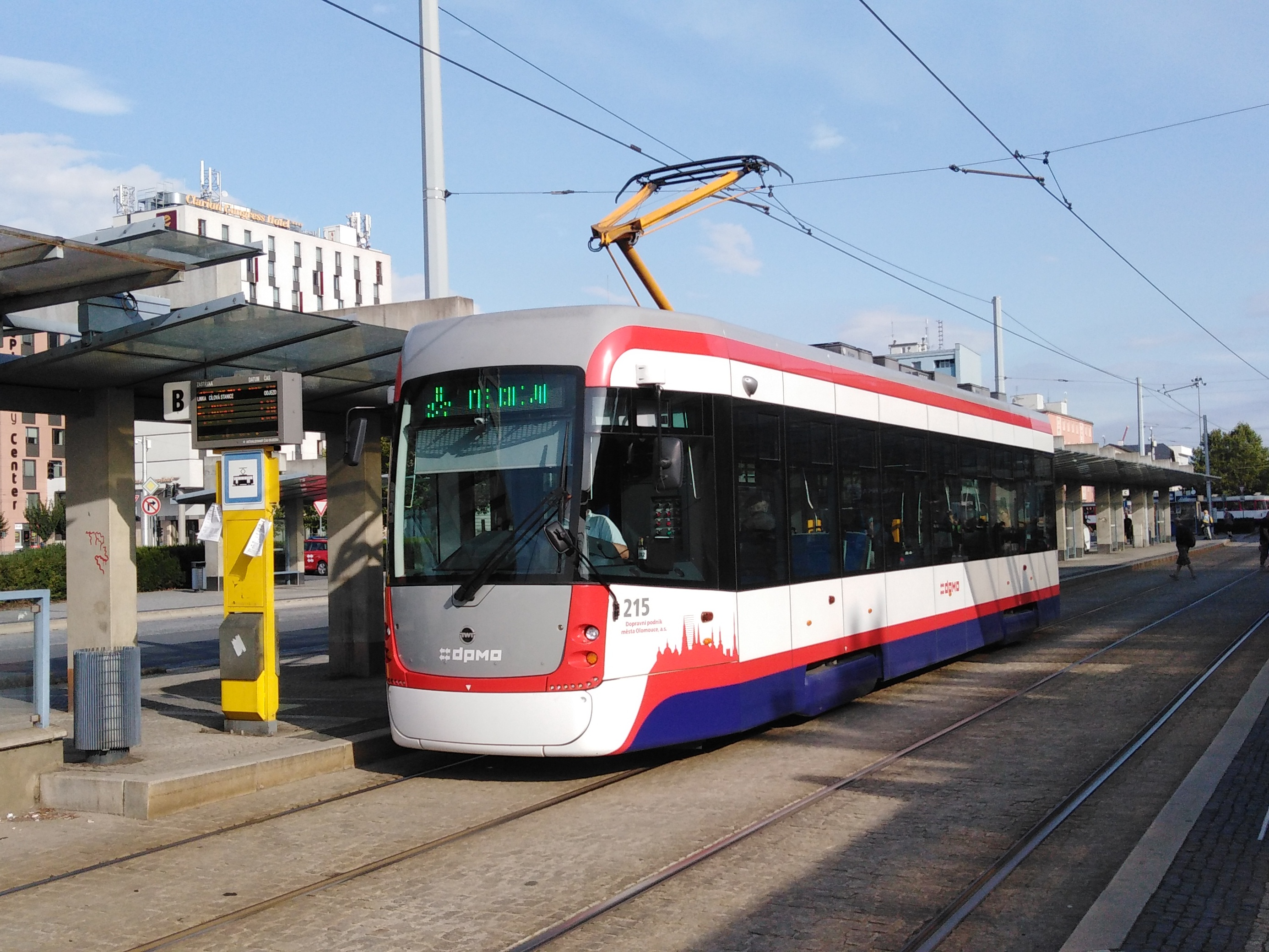
EVO1（2019年撮影）
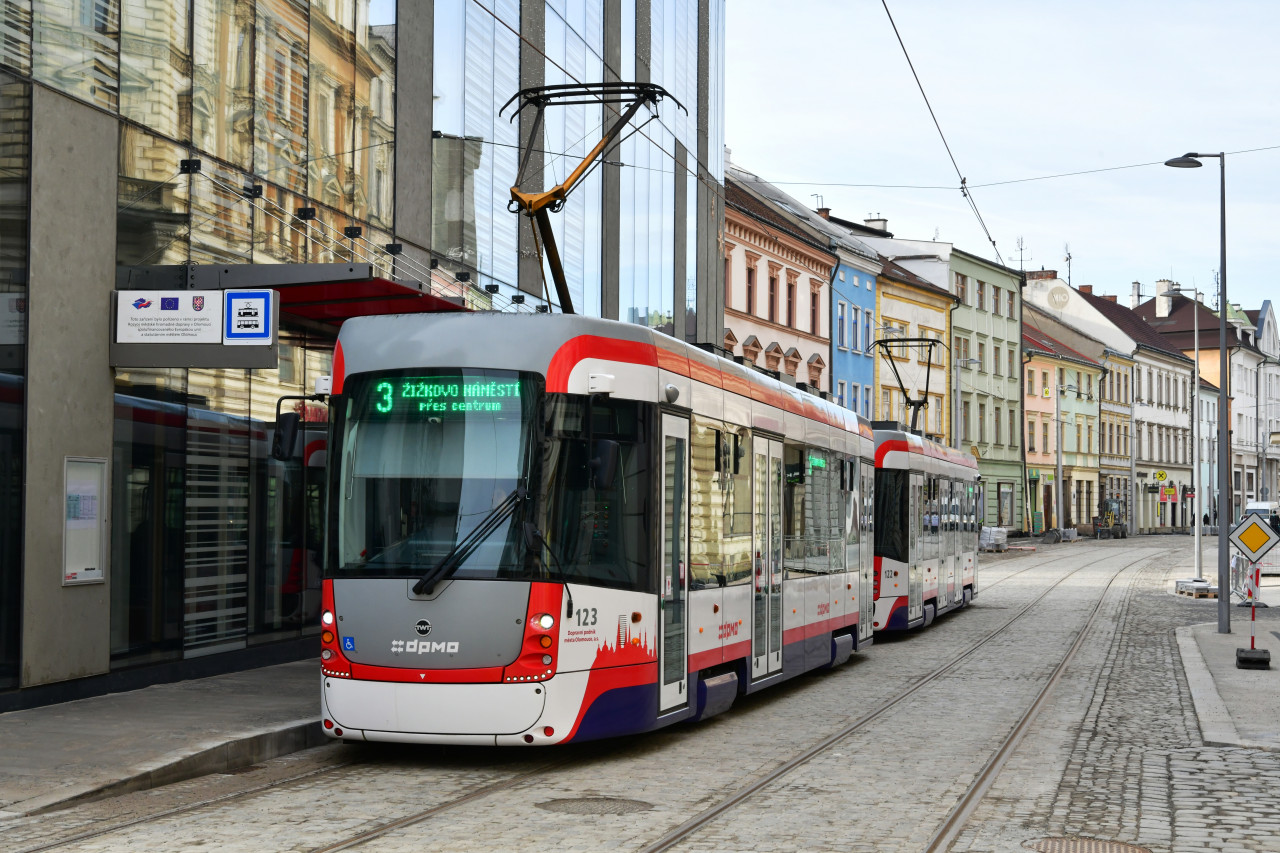
EVO1/o（2021年撮影）
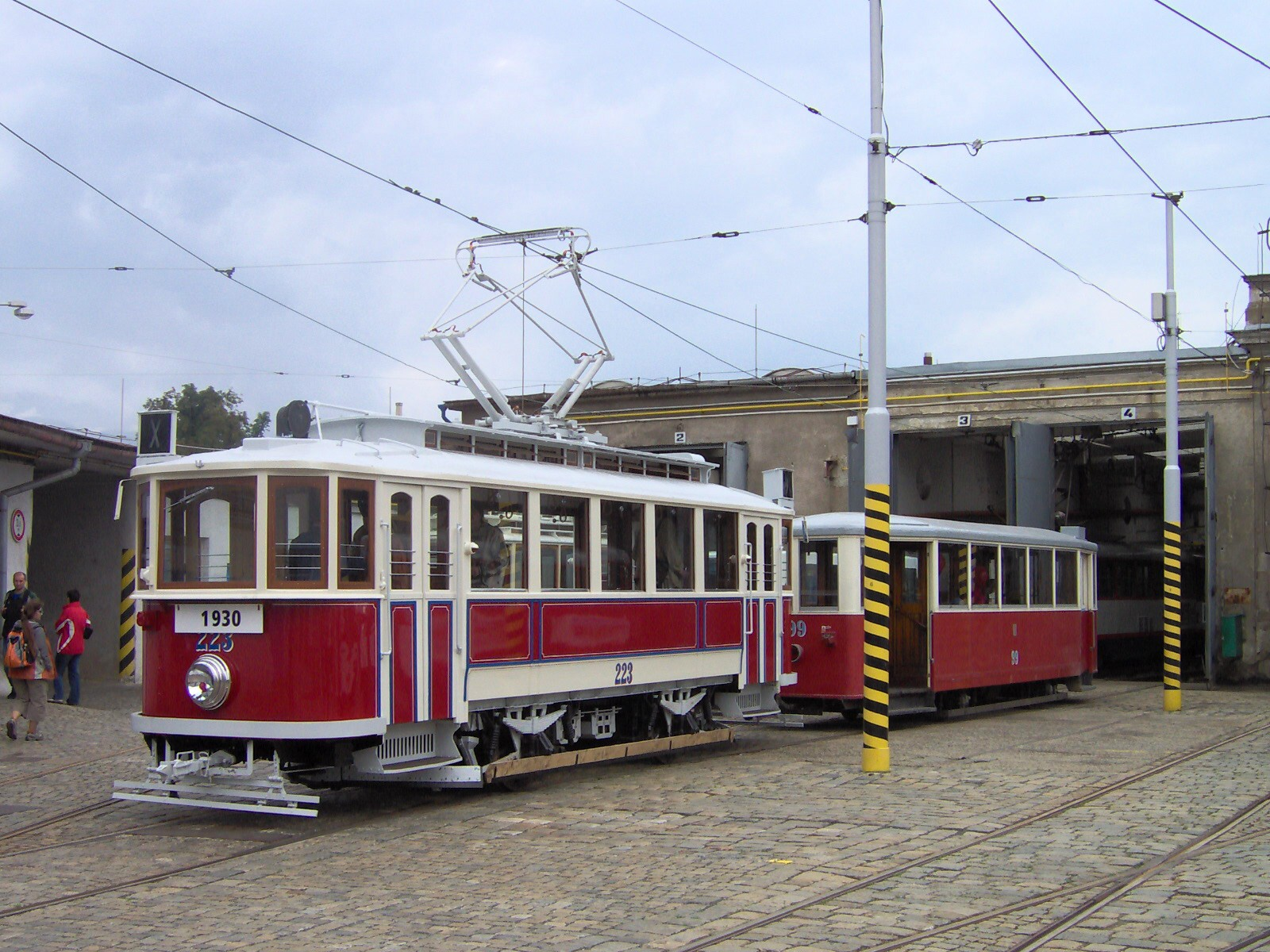
動態保存車両（223 + 99） （2009年撮影）